# Atyusz nembeli Atyusz
Atyusz nembeli Atyusz (? – 1233 után) országbíró, szlavón bán, valamint összesen tíz különböző vármegye (fő)ispánja hosszabb-rövidebb ideig (többnyire pár évig, olykor párhuzamosan is).

## Élete
Nagy Atyusz (meghalt 1190 után) fia; egy (esetleg még egy) öccse volt. Ismeretlen nevű feleségétől két fia született. A történeti forrásokban 1202-től szerepel. 1202-ben fejéri, 1205 és 1206 között zalai, 1207-ben pozsonyi, vasi és veszprémi, 1209 és 1212 között soproni ispán. 1213–1214-ben szlavón bán, 1209-től 1214-ig somogyi ispán. 1215-től 1218ig országbíró, ami mellett 1215-16-ban bácsi ispán is.
Testvérével, Lőrinc pohárnokmesterrel együtt részt vett II. András szentföldi hadjáratában (1217–1218). A hadjáratokból hazatérve a király tőle vett fel 200 márka ezüstöt, hogy a keresztes hadjárat miatt keletkezett adósságait kifizethesse. 1217–21-ben királynéi udvarispán és bodrogi ispán, 1220–22-ben ismét szlavón bán volt. 1220-ban varasdi, 1228-ban ismét somogyi ispán, 1228-29-ben újra királynéi udvarispán, valamint bodrogi ispán, 1232–33-ban címzetes bán. 1223-ban megkárosította az aradi prépostságot. Birtokai Veszprém, Varasd és Zala vármegyékben feküdtek; családjának törzsbirtoka a Zala vármegyei Káli völgy, Monoszló vidéke volt.